# IC 3457
IC 3457 ist eine elliptische Zwerggalaxie vom Hubble-Typ dE3 im Sternbild Jungfrau auf der Ekliptik. Sie ist schätzungsweise 56 Millionen Lichtjahre von der Milchstraße entfernt und hat einen Durchmesser von etwa 20.000 Lichtjahren. Unter der Katalognummer VCC 1386 ist sie als Mitglied des Virgo-Galaxienhaufens gelistet.

Im selben Himmelsareal befindet sich u. a. die Galaxien IC 3475, PGC 41432, PGC 41455, PGC 41516.
Das Objekt wurde am 10. Mai 1904 vom US-amerikanischen Astronomen Royal Harwood Frost entdeckt.